# Sajid Nafa
Sajid Nafa (hebrejsky סעיד נפאע, S'ajid Naf'a, arabsky سعيد نفاع) je izraelský politik a bývalý poslanec Knesetu za stranu Balad.

## Biografie
Narodil se 1. dubna 1953 ve městě Bejt Džan, kde stále bydlí. Je ženatý, má devět dětí. Hovoří hebrejsky, arabsky a anglicky. Je členem komunity izraelských Drúzů.

## Politická dráha
Do Knesetu nastoupil poprvé po volbách roku 2006, ve kterých kandidoval za stranu Balad. Mandát ale získal až dodatečně jako náhradník, od dubna 2007. V parlamentu v letech 2007–2009 působil jako člen výboru pro ústavu, právo a spravedlnost. Mandát obhájil ve volbách roku 2009. Od té doby zasedá ve výboru práce, sociálních věcí a zdravotnictví. Je členem vyšetřovací komise pro integraci arabských zaměstnanců do veřejného sektoru.